# Saproscincus basiliscus
Espèce
Synonymes
- Lampropholis basiliscus Ingram & Rawlinson, 1981

Saproscincus basiliscus est une espèce de sauriens de la famille des Scincidae.

## Répartition
Cette espèce est endémique d'Australie. Elle se rencontre au Queensland et en Nouvelle-Galles du Sud.

## Description
C'est un saurien ovipare.

## Publication originale
- Ingram & Rawlinson, 1981 : Five new species of skinks (genus Lampropholis) from Queensland and New South Wales. Memoirs of the Queensland Museum, vol. 20, n. 2, p. 311-317.